# Papa Felix al IV-lea
Papa Felix al IV-lea (n.  ?, Samniți, Italia – d. 22 septembrie 530 d.Hr., Roma, Regatul Ostrogot⁠(d)) a fost Papă al Romei în anii 526 - 530.

## Origine
Papa Felix al IV-lea era originar din Samnium, iar tatăl său se numea Castorius. El a fost ales la două luni după decesul predecesorului său, Papa Ioan I, ca urmare a cererii lui Theodoric cel Mare, ca alegătorii să voteze pentru cardinalul Felix. Bunăvoință în ochii regelui pentru Papa Felix al IV-lea, a dus la mari beneficii regale pentru biserică.

## Activitate
Un edic imperial a dispus ca cazurile împotriva clerului să fie tratate de autoritatea papală. Acest edict a definit, că biserica va răspunde cu grație și libertate oricărei întrebări teologice, această poziție era opusă Semi-Pelagianismului din Galia.
Papa Felix a încercat să-și numească un succesor - viitorul Papă Bonifaciu al II-lea. Reacția Senatului a fost împărțită, fiind discuții pentru interzicerea numirii de către papa a unui succesor în timpul vieții acestuia sau de a accepta această numire. Majoritatea clerului au reacționat ca Papa Felix să-l numească pe viitorul Antipapă Dioscorus, iar o minoritate era de părere ca Bonifaciu trebuia să fie desemnat papă.
Papa Felix al IV-lea a construit la Roma Bazilica Sfinților Cosma și Damian, dedicată celor doi frați greci sanctificați, Cosma și Damian.